# Бреа (остров)
Бреа (фр. Île-de-Bréhat, брет. Enez Vriad) — остров у северного берега Бретани, входит в коммуну Иль-де-Бреа округа Сен-Бриё департамента Кот-д’Армор.
Население — 400 человек (2011).
Площадь острова невелика — 3,09 км², но это самый крупный остров одноимённого архипелага.

## География
Климат острова морской умеренный, с мягкой зимой и нежарким летом.
На острове произрастают многие виды, свойственные Средиземноморью: гортензия, лавровое дерево, мимоза и даже эвкалипты. Также встречаются и северные виды — вереск и дрок.
Геологически остров сложен из «розового» гранита (Берег розового гранита).

## Туризм и достопримечательности
Живописность местности привлекает туристов, прибывающих на остров и архипелаг обычно паромом. Кроме природных, на острове есть и такие достопримечательности как маяки Ля-Круа, Паон, Розедо, Эо-де-Бриа, часовни Сен-Мишель и Керанру, мельница Дю-Бирло и Цитадель (старая крепость).

## Иллюстрации

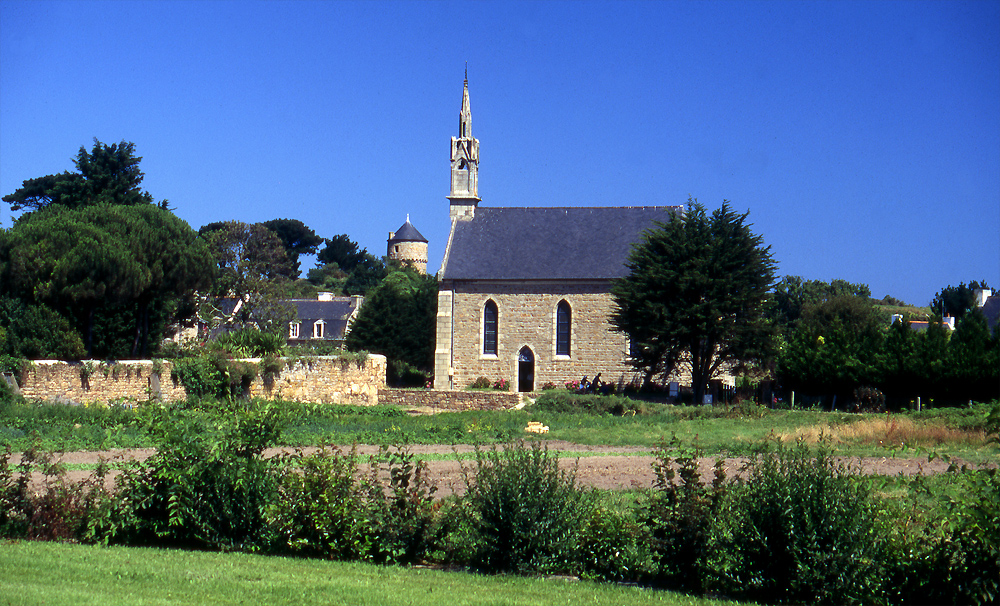
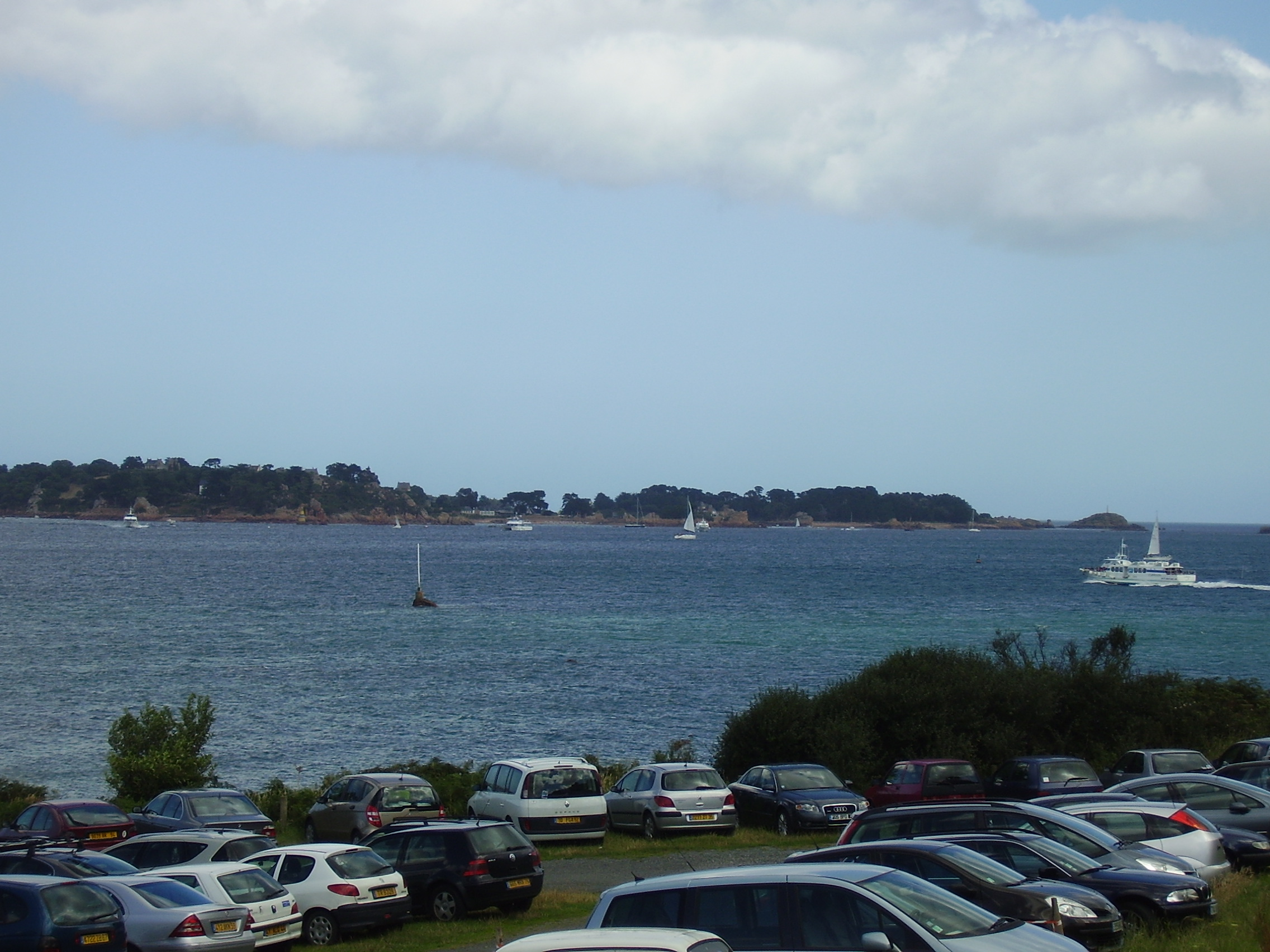
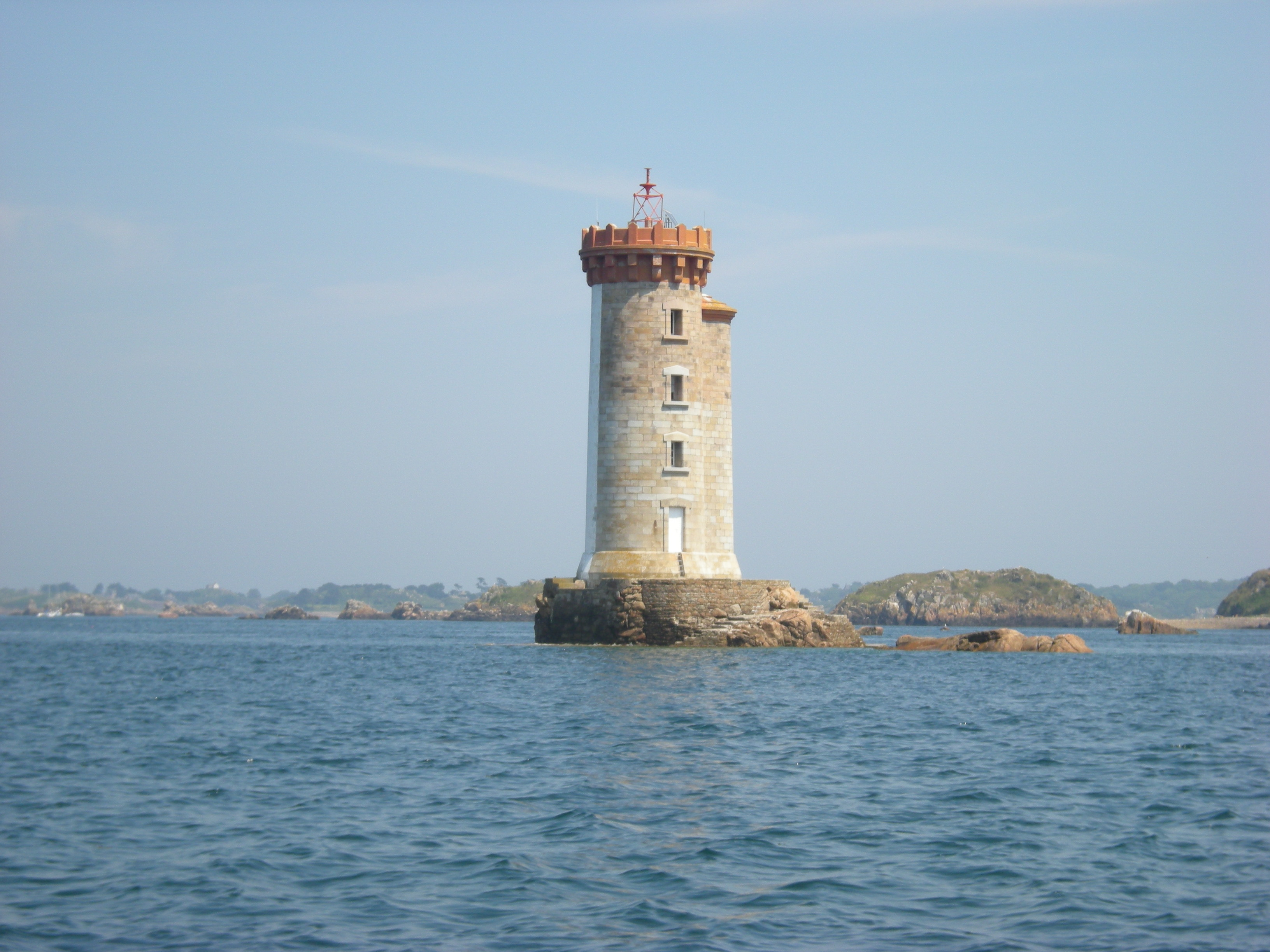
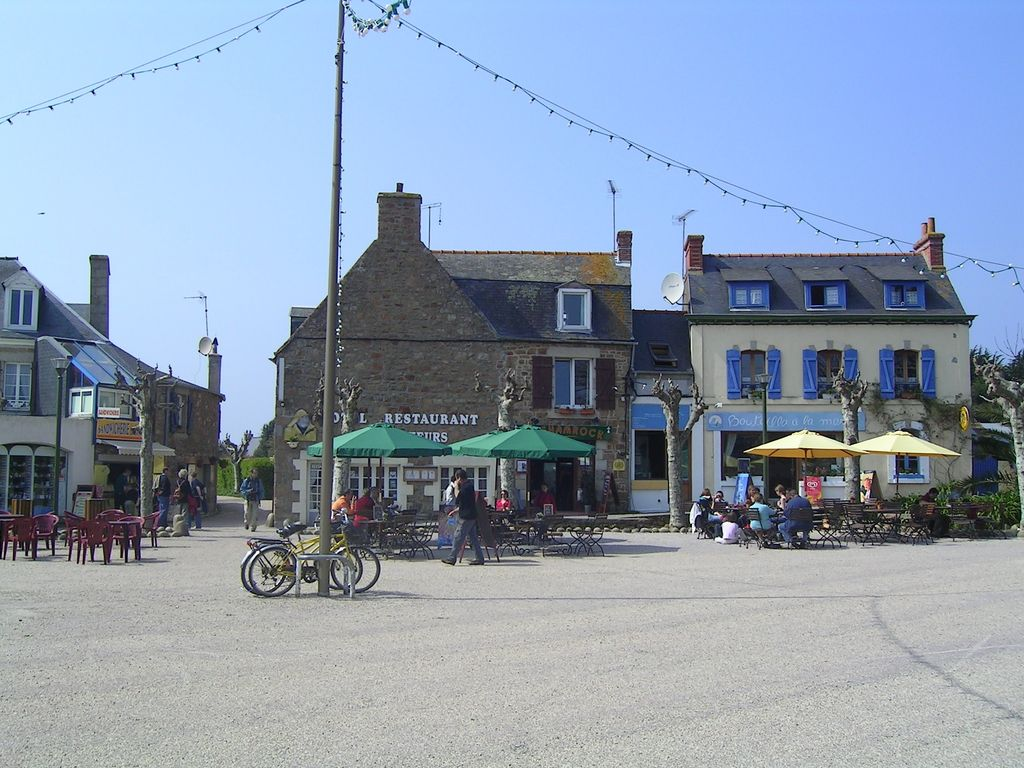